# Панкратова Юлія Вікторівна
Юлія Вікторівна Панкратова (нар. 24 березня 1977, Москва) — російська журналістка та телеведуча. Працювала ведучою інформаційних програм на НТВ, «Першому каналі» та РЕН ТВ.

## Життєпис
Народилася 24 березня 1977 року в Москві. У 2000 році закінчила факультет журналістики Московського державного університету імені М. В. Ломоносова, захистила диплом на тему «Проблеми телевізійної критики в ЗМІ».
Під час навчання працювала у багатьох ЗМІ, писала статті до місцевих газет, вела ранкове шоу на радіо «Станція 106,8 FM», працювала над злісними статтями про телебачення в журналі «Мистецтво кіно». З багатьма героями її робіт співпрацювала в майбутньому, ретельно приховуючи те, що колись про них писала.
В 1999 році прийшла до телекомпанії «НТВ». Була редактором-міжнародником, працювала у програмах «Ранок на НТВ» і «Сьогодні» з Петром Марченко. Була кореспондентом служби інформації про моду в програмі «Намедні» з Леонідом Парфьоновим. Також готувала репортажі для програм «Сьогодні» та «Країна і світ».
Працювала кореспондентом у день теракту на станції метро «Ризька» 31 серпня 2004 року — Юлія Панкратова разом зі своєю знімальною групою випадково опинилася неподалік від місця подій і стала першим кореспондентом, хто повідомив про надзвичайну подію.
З вересня 2004 року працювала ведучою програми «Країна і світ» разом з Антоном Хрековим, змінивши Юлію Бордовських.
З січня по грудень 2005 року — ведуча інформаційних випусків програми «Сьогодні» (випуски о 22:00, з вересня 2005 року — о 19:00 та 22:00) разом з Антоном Хрековим. У грудні 2005 року Юлія Панкратова була замінена у вечірньому ефірі на Ольгу Бєлову з пропозицією повернутися до кореспондентської роботі. Через деякий час, в січні 2006 року Панкратова вирішила піти з «НТВ».
З лютого 2006 року почала вести ранкові випуски новин на «Першому каналі». Потім стала ведучою «Новин» о 12:00, 15:00 і 18:00 по черзі з Дмитром Борисовим. Іноді заміняла ведучих програми «Час», в тому числі і в літній період. У жовтні 2006 року працювала модератором телефонних дзвінків у програмі «Пряма лінія з Путіним». 9 травня 2008 року в парі з Дмитром Борисовим коментувала в прямому ефірі трансляцію святкового параду на Червоній площі на «Першому каналі».
Записувала інтерв'ю з Міккі Рурком, яке вийшло 10 березня 2009 року в рамках ефіру програми «Час», завдяки чому отримала особливу популярність.
З 29 серпня 2011 по 27 липня 2013 років вела «Вечірні новини» на «Першому каналі», чергуючись в ефірі з Дмитром Борисовим. Пішла з телеканалу за власним бажанням.
2 лютого 2014 року була однією з ведучих телемарафону про патріотизм «Любити Батьківщину» на телеканалі «Дождь».
З 11 березня по 24 квітня 2014 року — ведуча інформаційного проекту каналу «РЕН ТВ» «Вільний час» у парі з Олексієм Єгоровим.
З листопада 2015 року навчається в Санкт-Петербурзькому державному академічному інституті живопису, скульптури і архітектури імені І. Ю. Рєпіна при Російській академії мистецтв за напрямом «Теорія та історія мистецтв».
З квітня по липень 2017 року — на телеканалі «РБК-ТВ», ведуча програми «Історії дня» (по черзі з Павлом Селіним).
З вересня по грудень 2017 року — на телеканалі «Теперішній Час», автор і ведуча документального циклу сюжетів «Великий Балтійський тур» — про культурні пам'ятки в країнах Балтії — Латвії, Литві та Естонії.
27 вересня 2017 року разом з сестрою Вітою Тальяною запустила на YouTube канал про світове мистецтво під назвою «ВІН MY ART». Починаючи з 19 квітня 2018 року проект виходить у наскрізному ефірі телеканалу «RTVI».

## Фільмографія
| Рік  |   | Назва                  | Роль                                   |
| ---- | - | ---------------------- | -------------------------------------- |
| 2004 | з | Граф Крестовський      | кореспондент НТВ (камео)               |
| 2005 | ф | Володимирський централ | Ім'я персонажа не вказано              |
| 2009 | ф | Гарячі новини          | ведуча новин на Першому каналі (камео) |
| 2009 | ф | Чорна блискавка        | ведуча новин на Першому каналі (камео) |
| 2010 | з | Втеча                  | телеведуча (камео)                     |